# Алатляр
Алатляр — река в России, протекает в Республике Дагестан (Хунзахский и Гергебильский районы). Устье реки находится в 46 км по левому берегу реки Аварское Койсу. Длина реки составляет 21 км.

## Данные водного реестра
По данным государственного водного реестра России относится к Западно-Каспийскому бассейновому округу, водохозяйственный участок реки — Сулак от истока до Чиркейского гидроузла, речной подбассейн реки — Подбассейн отсутствует. Речной бассейн реки — Аварское Койсу
По данным геоинформационной системы водохозяйственного районирования территории РФ, подготовленной Федеральным агентством водных ресурсов:
- Код водного объекта в государственном водном реестре — 07030000112109300001053
- Код по гидрологической изученности (ГИ) — 109300105
- Код бассейна — 07.03.00.001
- Номер тома по ГИ — 09
- Выпуск по ГИ — 3